# فرانشيسكا مارتينيلي
فرانشيسكا مارتينيلي (بالإيطالية: Francesca Martinelli)‏ هي متسلقة جبال تزلج ‏ إيطالية، ولدت في 13 مارس 1971 في ميلانو في إيطاليا.